# Шаповалов, Николай Михайлович
Николай Михайлович Шаповалов (1908, Палапан, Ленинский район — 14 июня 1958, Симферополь) — советский партийный и хозяйственный деятель. Председатель исполкома Симферопольского горсовета (1949—1952).

## Биография
Родился в 1908 году в деревне Палапан Таврической губернии. В 1924—1931 годах секретарь, председатель Марфовского сельсовета, председатель правления единого потребительского общества. Член КПСС с 1928 года. В 1931—1934 годах работал в Крымском центральном архивном управлении и в Крымской мелиоративной строительной конторе. В 1934 году окончил Симферопольский коммунальный техникум. В 1934—1941 годах начальник отдела материальных фондов Госплана Крымской АССР, технический руководитель, заместитель председателя правления артели «Стеклокисть». В 1942—1944 годах заместитель уполномоченного управления промкооперации при СНК РСФСР по Омской области. В 1944—1946 годах заместитель начальника, в 1946—1949 — начальник управления промышленной кооперации Крымской области. Закончил Московский институт инженеров коммунального строительства. В 1949—1952 годах председатель Симферопольского горсовета. В 1952—1953 годах начальник Крымского областного управления местной промышленности. В 1953—1958 годах начальник Крымского областного управления местной и топливной промышленности. Скончался 14 июня 1958 года в Симферополе.